# Vieira Portuense

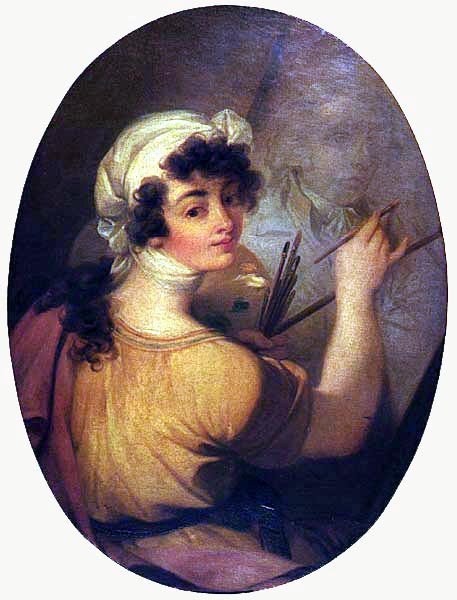
Alegoría de la pintura, óleo sobre lienzo, 88 x 66 cm, Palacio Nacional de Queluz.

Francisco Vieira de Matos, que escogió el nombre de Vieira Portuense (Oporto, 13 de mayo de 1765 - Funchal, 2 de mayo de 1805) fue un pintor portugués, uno de los introductores del neoclasicismo en la pintura portuguesa. Es, con Domingos Sequeira, uno de los grandes pintores portugueses de su generación.
Comenzó sus estudios en Lisboa y los continuó en Roma. Viajó por Italia, Alemania, Austria e Inglaterra antes de regresar a Portugal en 1800.
Contrajo la tuberculosis y se trasladó a Madeira, donde murió con sólo 39 años.
Su obra se encuentra representada entre otros en el Museo Nacional de Arte Antiguo de Lisboa y en el Museo Nacional Soares dos Reis en Oporto.

## Súplica de D. Inés de Castro
Obra de 196 cm x 150 cm, ejecutada para el Palacio de Ajuda en 1802, su rastro se perdió desde 1807, cuando fue llevada a Brasil por la Corte portuguesa y se mantuvo en el palacio de San Cristóbal, en Río de Janeiro, hasta la proclamación de la república en el país, cuando regresó a Europa. Reapareció en 2008 en París y fue vendida en subasta por Pierre Bergé & Associes.
Fue comprada por el Estado portugués y por un empresario portugués el 25 de junio de 2008 por 210 mil euros, siendo expuesta un año después de su adquisición en el Museo de Arte Antiguo de Lisboa.